# 야마가타 철도 플라워 나가이선
플라워 나가이선(일본어: フラワー長井線)은 일본 야마가타현 난요시의 아카유역부터 니시오키타마군 시라타카정의 아라토역에 이르는 야마가타 철도의 철도 노선이다.

## 노선 정보
- 관할 (사업 종별) : 야마가타 철도 (제 1 종 철도 사업자)
- 구간 · 노선 거리 (영업 거리) : 아카유 - 아라토 30.5km
- 궤간 : 1,067mm
- 역 수 : 17역 (기.종점역 포함)
- 복선화 구간 : 없음 (전 구간 (단선)
- 전철화 구간 : 없음 (전 구간 비전철화)
- 폐색 방식 : 자동 폐색식 (특수)
- 운전 지령소 : 아라토 운전소 CTC 센터

## 역 목록
| 역명         | 일어 역명  | 역간 거리 | 영업 거리 | 접속 노선                                                 | 소재지           | 소재지      |
| ------------ | ---------- | --------- | --------- | --------------------------------------------------------- | ---------------- | ----------- |
| 아카유       | 赤湯       | -         | 0.0       | 동일본 여객철도 오우 본선 (야마가타 선) · 야마가타 신칸센 | 난요시           | 난요시      |
| 난요시야쿠쇼 | 南陽市役所 | 0.9       | 0.9       |                                                           | 난요시           | 난요시      |
| 미야우치     | 宮内       | 2.1       | 3.0       |                                                           | 난요시           | 난요시      |
| 오리하타     | おりはた   | 1.4       | 4.4       |                                                           | 난요시           | 난요시      |
| 린고         | 梨郷       | 2.4       | 6.8       |                                                           | 난요시           | 난요시      |
| 니시오쓰카   | 西大塚     | 3.5       | 10.3      |                                                           | 히가시오키타마군 | 가와니시 정 |
| 이마이즈미   | 今泉       | 1.9       | 12.2      | 동일본 여객철도 요네사카 선                               | 나가이시         | 나가이시    |
| 도키니와     | 時庭       | 2.7       | 14.9      |                                                           | 나가이시         | 나가이시    |
| 미나미나가이 | 南長井     | 2.4       | 17.3      |                                                           | 나가이시         | 나가이시    |
| 나가이       | 長井       | 1.0       | 18.3      |                                                           | 나가이시         | 나가이시    |
| 아야메코엔   | あやめ公園 | 0.8       | 19.1      |                                                           | 나가이시         | 나가이시    |
| 우젠나리타   | 羽前成田   | 1.9       | 21.0      |                                                           | 나가이시         | 나가이시    |
| 시로우사기   | 白兎       | 2.2       | 23.2      |                                                           | 나가이시         | 나가이시    |
| 고구와       | 蚕桑       | 1.4       | 24.6      |                                                           | 니시오키타마군   | 시라타카정  |
| 아유카이     | 鮎貝       | 3.3       | 27.9      |                                                           | 니시오키타마군   | 시라타카정  |
| 시키노사토   | 四季の郷   | 0.7       | 28.6      |                                                           | 니시오키타마군   | 시라타카정  |
| 아라토       | 荒砥       | 1.9       | 30.5      |                                                           | 니시오키타마군   | 시라타카정  |